# Leafpad
Leafpad é um editor de texto de código aberto para Linux, BSD, e Maemo. Criado com o foco de ser um editor de texto leve, com dependências mínimas, ele é projetado para ser simples e de fácil de compilação. Leafpad é o editor de texto padrão, tanto para o LXDE, Gnome e Xubuntu. Ele é publicado sob a licença GNU General Public License.